# Lobito
Lobito is een stad in Angola, gelegen aan de kust van de Atlantische Oceaan. Lobito werd gesticht door de Portugezen in 1843. De stad telde 59.528 inwoners bij de volkstelling van 1970, waarmee het toen de derde stad van het land vormde. Lobito is het eindpunt van de 1344 kilometer lange Benguela-spoorweg.

## Geschiedenis

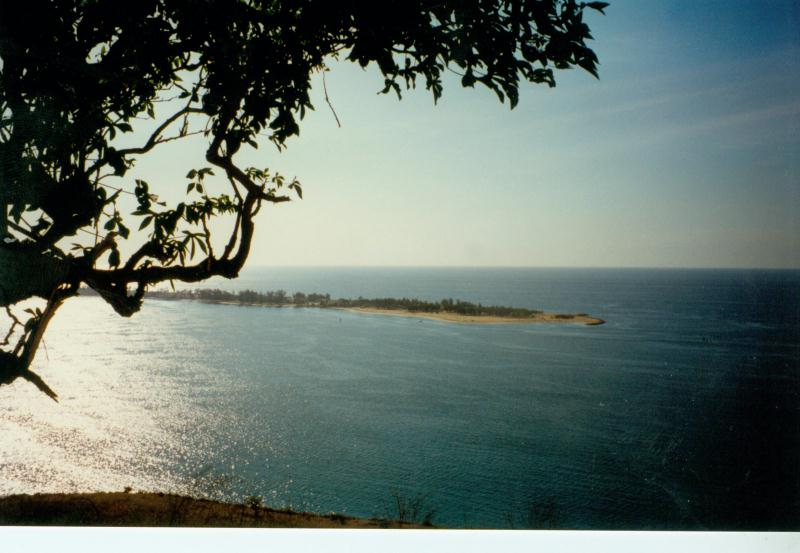
Landtong van Lobito (2001)

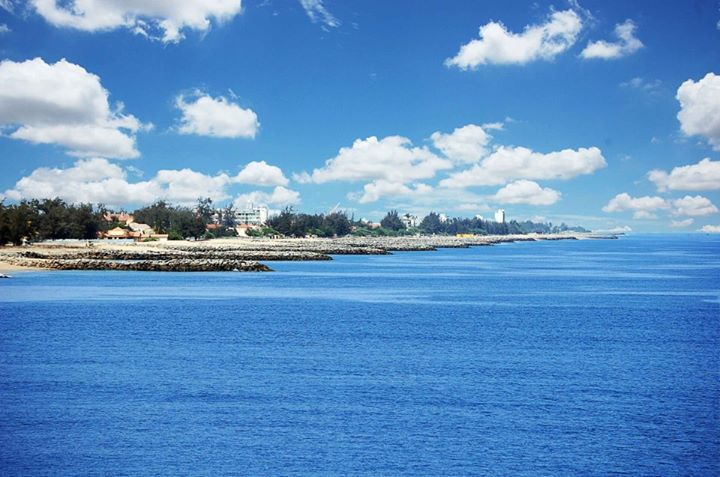
Lobito

De omgeving van Lobito werd vanuit het naburige Catumbela, gelegen aan de gelijknamige rivier, bevolkt. Catumbela bestond al eerder dan Lobito, daar kwamen al schepen in de riviermonding om goederen te laden.
Lobito werd op een zandbank gebouwd bij een ca. 5 km lange landtong met duinen, die de baai en natuurlijke haven afschermt. De stad dateert uit het begin van de 20e eeuw en heeft zijn bestaan te danken aan de baai, die geschikt is als zeehaven. Dat was de reden om deze plaats te kiezen als eindpunt van de Benguela-spoorweg. Deze gaat vanhier het binnenland in, langs Luau in de provincie Moxico naar de koperprovincie Katanga in Congo-Kinshasa. In september wordt de jaarlijkse viering van de stichting van de stad gehouden.

### Portugese periode
De oude gemeente (concelho) werd in 1843 gesticht door het Portugese bestuur op bevel van Maria II van Portugal. De havenaanleg begon in 1903. Verdere ontwikkelingen kwamen pas op gang na het gereedkomen van de Benguelaspoorlijn in 1928. Deze verbond Portugees Angola met Belgisch Congo. Onder Portugees bestuur was het een drukke uitvoerhaven van agrarische producten uit het binnenland, en van koper en andere ertsen uit de mijnen in Belgisch Congo en Noord-Rhodesië. Visvangst, toerisme en dienstverlening waren ook van belang. Het carnaval was een van de bekendste en populairste in Portugees Angola.

### Na de onafhankelijkheid
Na de anjerrevolutie in 1974 werd Angola onafhankelijk. De activiteit in de haven van Lobito werd sterk beperkt door verstoringen van het treinverkeer en de onveiligheid als gevolg van de Angolese Burgeroorlog (1975–2002). Daarna kwam het proces van reconstructie en hernieuwde ontwikkeling op gang.
Volgens de volkstelling van 2014 bedroeg het aantal inwoners van de hele município Lobito 393.000 personen; voor 2018 werd een geschat aantal verwacht van 436.000. De stedelijke gemeente bestaat uit de communes Canjala, Egipto Praia en Lobito. De stad Lobito had in 2014 324.000 inwoners.

## Klimaat
Lobito heeft een warm steppeklimaat. De gemiddelde maximumtemperatuur overdag is met circa 30,5 °C het hoogst in maart en april. In juli en augustus ligt het maximum overdag op 23,5 °C. De nachtelijke minima variëren van 24 °C in maart en april tot 17 °C in juli en augustus. De jaarlijkse neerslaghoeveelheid bedraagt 354 mm. Maart is een natte maand met 119 mm; van mei t/m september valt geen regen van betekenis.

## Transport

### Spoorweg

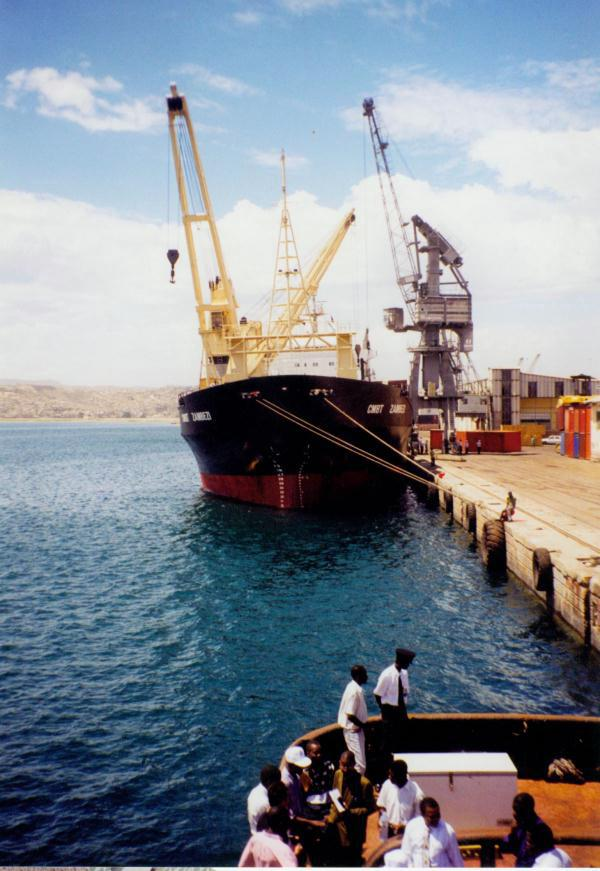
Haven van Lobito

Lobito is het eindpunt van de Benguela-spoorweg. Vanaf de haven verloopt deze eerst langs de kust naar het zuiden om bij de naamgevende plaats Benguela af te buigen het binnenland in.

### Haven
De haven met 8 ligplaatsen voor zeeschepen ligt in de baai van Lobito, achter een beschermende landtong van bijna 5 km lang. Per jaar worden er ongeveer 370 schepen met 2.000.000 ton lading verwerkt, zodat het de tweede haven van het land is. De havenfaciliteiten worden uitgebreid.

### Vliegvelden
Lobito ligt ongeveer 13 km van Catumbela Airport en 33 km van de Luchthaven Benguela.

## Geboren in Lobito
- João Lourenço (1954), president van Angola (2017-heden)